# Gaston I van Béarn
Gaston I van Béarn (overleden in 984) was van 940 tot aan zijn dood burggraaf van Béarn. Hij behoorde tot het huis Béarn.

## Levensloop
Gaston I was de zoon van burggraaf Centullus II van Béarn en diens onbekend gebleven echtgenote.
In 940 volgde hij zijn vader op als burggraaf van Béarn, een functie die hij uitoefende tot aan zijn dood in 984.
Met een onbekend gebleven echtgenote had Gaston een zoon Centullus III (overleden in 1004), die hem opvolgde.